# Fults (Illinois)
Fults est un village situé au sud du comté de Monroe dans l'Illinois, aux États-Unis,. Il est fondé en 1937 et baptisé en référence à Jacob Fults, un pionnier. Il est incorporé le 29 juin 1937.

## Démographie
Lors du recensement de 2010, le village comptait une population de 26 habitants. Elle est estimée, en 2016, à 26 habitants.

### Source de la traduction
- (en) Cet article est partiellement ou en totalité issu de l’article de Wikipédia en anglais intitulé « Fults, Illinois » (voir la liste des auteurs).